# Pistolet SIG-Sauer Mosquito
SIG-Sauer Mosquito – pistolet samopowtarzalny kalibru .22 LR działający na zasadzie odrzutu zamka swobodnego. Przeznaczony do strzelań rekreacyjnych, zewnętrznie przypomina pistolet SIG-Sauer P226, ale ma mniejsze wymiary i bezpiecznik skrzydełkowy na zamku.